# Phtheochroa meraca
Phtheochroa meraca (лат.) — вид бабочек-листовёрток рода Phtheochroa из подсемейства Tortricinae.

## Распространение
Мексика, Durango.

## Описание
Размах крыльев 22-30 мм. Основная окраска землистая серовато-коричневая с беловатыми отметинами. Eyrec мужских гениталий длиннее и уже, чем у близких видов (Phtheochroa loricata и Phtheochroa noctivaga). Все жилки переднего крыла раздельные. В заднем крыле жилки R и M1 отходят раздельно. Вальва гениталий самцов длинная с дистальным отростком; эдеагус прямой, простой формы; ункус развит. Бабочки наблюдались в августе и октябре. Впервые вид был описан в 1984 году под первоначальным названием Trachysmia meraca Razowski, 1984. Валидность видового статуса была подтверждена в 1994 году в ходе ревизии неотропических представителей рода, проведённой польским лепидоптерологом Йозефом Разовским (Józef Razowski; Institute of Systematics and Evolution of Animals, Polska Akademia Nauk, Краков, Польша)